# Runinskriften i Hardeberga
Runinskriften i Hardeberga är en medeltida runinskrift i Hardeberga kyrka i Lunds kommun, tidigare Torna härad. 
Inskriften upptäcktes 2002 vid en renovering av kyrkan, men eftersom inskriften är skadad och svårläst dröjde det till 2013 innan den första tolkningen gjordes, då av arkeologen Ulf Danell. Inskriften kalkades troligen över strax efter att den ristats.
Inskriften är ristad på långhusets norra vägg på om 140 centimeters höjd så att så många som möjligt skulle kunna läsa den. Runorna är av medeltida typ, och ristaren har även brukat bindrunor.

## Inskriften
En translitteration av inskriften på kyrkväggen lyder:
ek : niklis : tues : a͡f : harabiargi : o͡k : kn͡ut : h͡as : ek : prokul : o͡mne +
Översatt till nutida svenska blir det:
Jag Niklis Tues av Hardeberga och Knut Has. Jag betraktar allt.
Alternativt avslutas meningen "och broder Hases", vilket då skulle syfta på att Niklis morbröder bevittnade arvskiftet.
Runexperten Lisbeth Imer samt även Laila Kitzler Åhfeldt och Magnus Källström menar att läsningen är felaktig eftersom ristningen är alltför skadad samt det inte heller går att bestämma om skriften är på latin eller ej.

## Ristaren
Ristaren Niklis Tuesson, eller Nils Truedsen (Tuesen Rani), (1332–1350) är känd via en avskrift av ett arvebrev. På sin 16:e födelsedag den 11 augusti 1348 övertog han sin morfar Knut Has gods Hardeberga, och det är troligt att Niklis ristade in sitt budskap i samband med detta för att manifestera sin nyvunna maktposition som storman. Två år senare dog Niklis, troligen på grund av digerdöden.  
De latinska orden procul omne förekom även i en runinskrift på den i dag förkomna medeltida kyrkklockan i Hardeberga (DR 299 M) och det är troligt att Niklis lånat dem därifrån.

## Galleri

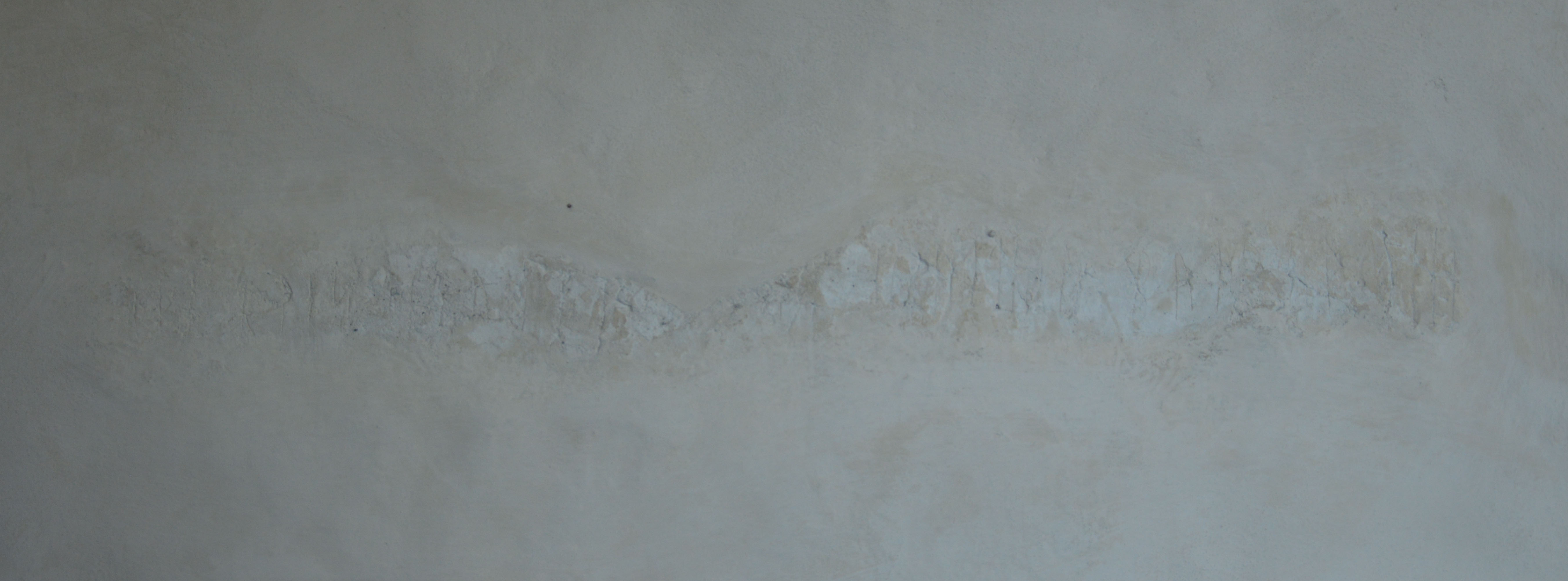
Runinskriften i sin helhet.
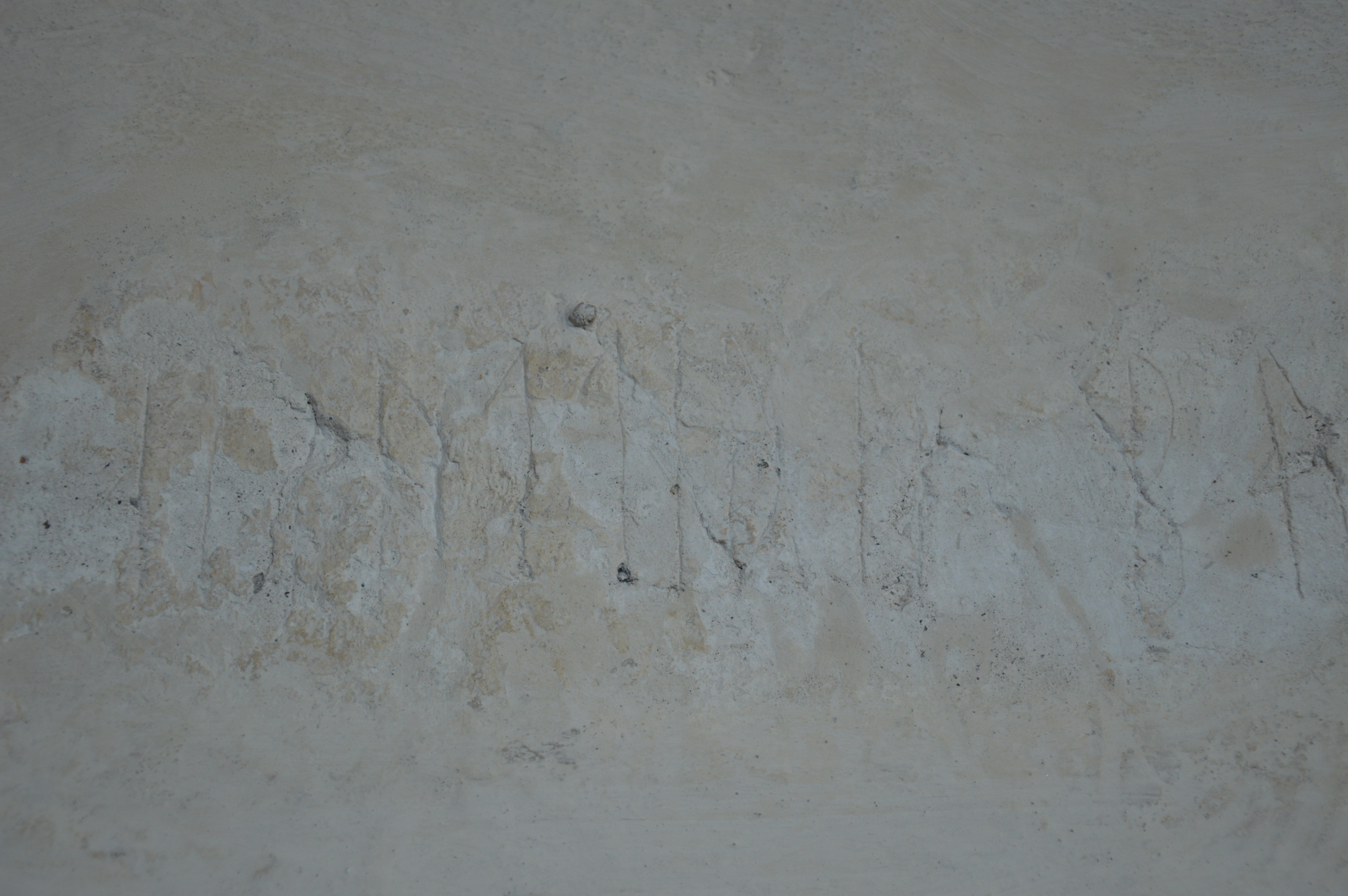
Detalj av inskriften.